# Дневник директора школы
«Дневник директора школы» — советский чёрно-белый художественный фильм по пьесе Анатолия Гребнева «Рассказ от первого лица. Дневник директора школы».

## Сюжет
О повседневной жизни директора ленинградской средней школы № 183 Свешникова (Олег Борисов), фронтовика, сменившего профессию писателя на учителя, сумевшего найти себя в работе с детьми. К делу он относится с повышенной требовательностью, ответственностью, осознавая важность роли учителя в судьбе учеников. Директор пытается разобраться в проблемах современности, понимает, что надо менять педагогические принципы: на смену учительскому монологу должен прийти диалог учителя и ученика; необходимо признать право молодых на собственное мнение.
Утверждая в своей деятельности принципы терпимости, уважения личности ученика, его способностей, Свешников вступает в конфликт с завучем Валентиной Фёдоровной (Ия Саввина), упрекающей директора в либерализме и попустительстве.
При этом в собственной семье у Свешникова его педагогические принципы сталкиваются с ершистостью и юношеским максимализмом собственного сына, отстаивающего свою самостоятельность.

## В ролях
- Олег Борисов — Борис Николаевич Свешников, директор школы
- Ия Саввина — Валентина Фёдоровна, завуч
- Алла Покровская — Лида, жена Свешникова
- Александр Сныков —  Сергей, сын Свешникова
- Людмила Гурченко — Инна Сергеевна, учительница
- Елена Соловей — Татьяна Георгиевна, учительница английского языка
- Сергей Кошонин — Игорь Кольцов, ученик
- Георгий Тейх — Генрих Григорьевич, учитель
- Николай Лавров — Олег Павлович, учитель
- Юрий Визбор — Павлик Смирнов, одноклассник Свешникова
- Виктор Павлов — Павел Матвеевич Ибрагимов, директор гостиницы
- Борис Лёскин — отец Оли
- Наташа Медведева — Поплавская, ученица, влюблённая в Кольцова
- Олег Белов — старший лейтенант милиции

## Съёмочная группа
- Сценарий — Анатолия Гребнева
- Режиссёр-постановщик — Борис Фрумин
- Главный оператор — Алексей Гамбарян
- Главный художник — Юрий Пугач
- Композитор — Виктор Лебедев

## Факты
Сценарий фильма опубликован в журнале «Искусство кино» в № 12 за 1974 год.
В 1977 году по пьесе Анатолия Гребнева режиссёрами Евгением Радкевичем и Василием Чириковым был также поставлен фильм-спектакль «Рассказ от первого лица». Премьера телеспектакля состоялась 26 июня 1978 года на телевидении СССР.
Съемки фильма проходили в ленинградских школах №№ 183 и 197.